# Творичув
Творичув (пол. Tworyczów) — село в Польщі, у гміні Сулув Замойського повіту Люблінського воєводства.
Населення — 578 осіб (2011).
У 1975-1998 роках село належало до Замойського воєводства.

## Демографія
Демографічна структура станом на 31 березня 2011 року:
|          | Загалом | Допрацездатний вік | Працездатний вік | Постпрацездатний вік |
| -------- | ------- | ------------------ | ---------------- | -------------------- |
| Чоловіки | 279     | 62                 | 169              | 48                   |
| Жінки    | 299     | 59                 | 147              | 93                   |
| Разом    | 578     | 121                | 316              | 141                  |